# Bruno Kernen
Bruno Kernen (n. 1 iulie 1972, Thun, Berna, Elveția) este un schior alpin ce a reprezentat Elveția, medaliat olimpic. A participat la 3 ediții ale Jocurilor Olimpice (1998, 2002, 2006) în care a câștigat o medalie de bronz.